# Marais (Französische Revolution)
Als Plaine (frz. la plaine = die Ebene) bzw. Marais (frz. le marais = der Sumpf) wurden während der Französischen Revolution die moderateren Gruppen von Revolutionären im Nationalkonvent bezeichnet.

## Name
Der Name „Plaine“ (Ebene) leitete sich von den niedrigeren Sitzpositionen im Parlament ab, im Gegensatz zur Bergpartei, die die höheren Plätze einnahm. Später nannte man sie abwertend „Marais“ (Sumpf). Camille Desmoulins von den Cordeliers nannte die Abgeordneten, die in der Ebene saßen, auch „Partei der Phlegmatiker“.

## Mitglieder und Ausrichtung
Der Marais setzte sich mehrheitlich aus Gruppen von Bürgerlichen, die eine liberale und republikanische Grundeinstellung hatten, zusammen. Sie alle waren mit den Ereignissen des Jahres 1789 verbunden, empfanden die Revolution als ihr Werk und wünschten die Einheit aller Republikaner. In ihrer Anfangszeit hatte sie mit etwa 400 Abgeordneten mehr Mitglieder als die konkurrierende Bergpartei.
Trotzdem war die Gruppe sehr heterogen. Mitglieder waren unter anderem die Abbés Henri Grégoire und Emmanuel-Joseph Sieyès. Auch Boissy d’Anglas und Jean-Jacques-Régis de Cambacérès waren führend. Andere wechselten 1793 ins Lager der Bergpartei wie zum Beispiel Bertrand Barère de Vieuzac, Georges Couthon, Pierre Joseph Cambon, Lazare Carnot.
Die meisten von ihnen manifestierten aber ihre Gegnerschaft zu Maximilien de Robespierre am 9. Thermidor.